# Yūsuke Gondō
Yūsuke Gondō (japanisch 権東 勇介 Gōndo Yūsuke; * 7. Oktober 1982 in der Präfektur Tokio) ist ein ehemaliger japanischer Fußballspieler.

## Karriere
Gondō erlernte das Fußballspielen in der Schulmannschaft der Toko Gakuen High School und der Universitätsmannschaft der Doto-Universität. Seinen ersten Vertrag unterschrieb er 2004 bei den Consadole Sapporo. Der Verein spielte in der zweithöchsten Liga des Landes, der J2 League. Für den Verein absolvierte er 36 Ligaspiele. 2006 wechselte er zum Ligakonkurrenten Mito HollyHock. Für den Verein absolvierte er 27 Ligaspiele. Danach spielte er bei den Zweigen Kanazawa. Ende 2008 beendete er seine Karriere als Fußballspieler.